# Коприно (Рыбинский район)
Ко́прино — село, располагавшееся на правом берегу реки Волги в Рыбинском уезде Ярославской губернии (ныне территория Рыбинского района Ярославской области). В настоящее время не существует. В 2010 году был открыт отель среднего класса «Бухта Коприно» под брендом «Heliopark Koprino Bay». В 2012 году отель перешёл под управление сетью Mercure, а с сентября 2015 года работает под собственным управлением инвестора под названием «Парк-отель Бухта Коприно». Идёт благоустройство и освоение земель этого села по проекту комплексного развития территории «Ярославское взморье», который реализует группа компаний «Агранта».

## История
Согласно легенде, название своё село получило по имени финна, избравшего место для селения. Часть села называлась Балово (Балуево). Возле его окраины многие проходящие суда подвергались нападению. Монахи редко приезжали сюда за пожертвованиями из-за разбойников, густых лесов и малочисленных поселений.
Село находилось в ведении Троице-Сергиева монастыря и было передано ему в 1544/1545 году князем Иваном Васильевичем Ушатым-Третьяком.
Крестьяне села были свободными, поэтому девушки из Коприно крайне редко выходили замуж за Волгу из-за господства там крепостного права.
Жители Коприна занимались сельским хозяйством и рыболовством. После открытия в 1709 году Вышневолоцкой системы жители села подались в бурлаки и коневоды. А после введения в эксплуатацию железной дороги (Санкт-Петербург — Рыбинск) в 1870 году мужчины Коприна начали уходить в грузчики.
1 августа 1869 года в село приехали Н. В. Верещагин (брат знаменитого художника) и В. И. Бландов с целью создания здесь артельной сыродельни. Производство голландского сыра началось 17 марта 1870 года. И. В. Верещагин в 1871 году открыл первую в России молочную школу (с. Едимоново, Тверская губерния), позже — её филиал в Коприне. При молочной школе имелось стадо коров, из которых выводили элитные породы, распространившиеся по Ярославской губернии. В 1908 году корова по кличке Зина прославила ярославскую молочную породу на царскосельской императорской ферме.
К началу Первой мировой войны в Коприне работали 6 артельных сырзаводов и 3 частных. Имелись общеобразовательная школа, библиотека, народный театр, музей истории села, вольнопожарная дружина Императорского пожарного общества, Общество разумных развлечений.
В селе находился храм Воздвижения Креста Господня, возведённый в 1787 году. Ни одной фотографии храма не сохранилось, остался лишь чертёж. Известно, что в церкви было три придела: Знамения Честного и Животворящего Креста Господня; Преподобного Сергия, Радонежского Чудотворца и Святителя и Чудотворца Николая. Церковь некогда была пятиглавой. Самый большой колокол был весом около 300 пудов. В приход храма входило около 50 поселений.
В 1937 году храм попытались разрушить. Колокол был сброшен, но не разбился как предполагалось, а треснул. Его отправили на переплавку. Два раза церковь пытались подорвать, последний раз в 1970-х годах. Но взрывы не смогли её разрушить до конца, и стены с небольшими остатками росписей стояли на берегу Рыбинского водохранилища до недавнего времени. 25 декабря 2015 года стены храма были обрушены. Место, где был расположен храм, относится к деревне Петраково. В 2024 году на его месте выстроен новый храм.
По состоянию на 2025 год имя Коприно носят расположенные поблизости рекреационные заведения, а также необитаемый Копринский остров — место стоянки яхтсменов, рыбаков и других любителей водного отдыха.

## Известные уроженцы
Из жителей Коприна Верещагин и Бландов выбрали В. И. Смирнова, братьев Николая и Ивана Ф. Блажиных, А. П. Шатаева, В. П. Шатаеву, А. В. Чичкина и помогли им получить образование. Позже, В. П. Шатаева отстроила школу в два этажа в Коприно. А. В. Чичкин также построил школу, но в селе Погорелка, создал собственный метод обучения кадров, открыл молочную фирму с тремя тысячами работников. Кроме того, А. В. Чичкин имел сеть магазинов по стране, в том числе 91 магазин в Москве, семь в Одессе, три в Харькове, пять в Тбилиси, по два в Баку и Ростове-на-Дону. И. Ф. Блажин работал техноруком у В. И. Бландова на заводе «Идеал» по выпуску молочного оборудования в Москве. Н. Ф. Блажин вёл дела от имени фирмы Бландова в Западной Сибири, город Курган. В сотрудничестве с А. П. Шатаевым им было построено 6 молочных заводов в Сибири. А. П. Шатаев много раз ездил в Англию сбывать масло и имел там широкий круг деловых знакомых. Ещё один копринец, А. А. Кирин, начал промышленное сыроварение на Северном Кавказе.
Уроженцем села также был оперный певец П. А. Радонежский. Он был здесь и похоронен, а после 1917 года в его доме был организован музей, материалы которого впоследствии были переданы в Рыбинск. Останки Радонежского перезахоронены в соседнем селе Погорелка.